# Estádio Gigante de Arroyito
O Estádio Gigante de Arroyito ou simplesmente Gigante de Arroyito, é um estádio de futebol que se encontra na cidade de Rosário, Argentina. O estádio que já foi conhecido como Estádio Dr. Lisandro de la Torre, é propriedade do Club Atlético Rosário Central.
O nome de Gigante do Arroyito é devido a sua localização no bairro Lisandro de la Torre, que é conhecido popularmente como Arroyito. Está localizado entre o boulevard Avellaneda, a avenida Génova e o passeio do Ribereño.
Tem capacidade para 47 000 pessoas.

## Informações gerais
| Nome oficial  | Gigante de Arroyito                              |
| Nome anterior | Dr. Lisandro de la Torre                         |
| Endereço      | Boulevard Avellaneda e Avenida Genova — Arroyito |
| Localidade    | Rosário                                          |
| Departamento  | Rosário                                          |
| Província     | Santa Fé                                         |
| Inauguração   | 14 de novembro de 1926                           |
| Capacidade    | 47 000                                           |
| Proprietário  | Rosário Central                                  |

O estádio Gigante de Arroyito está localizado na cidade de Rosário, na Boulevard Avellaneda, entre a Avenida Génova e o Paseo Ribereño, a poucos metros da costa do rio Paraná. A praça esportiva é de propriedade do clube Rosário Central.
Foi inaugurado oficialmente em 14 de novembro de 1926, e nos anos seguintes, sofreu diversas renovações, como as de 1957, 1963, 1968 e a de 1974–1978. Após as reformas realizadas para o Mundial da Argentina de 1978, a capacidade do estádio aumentou para os atuais 41 465 torcedores.
Como um dos palcos do Copa do Mundo da Argentina de 1978, o estádio recebeu três jogos da Seleção Argentina (contra Brasil, Polônia e Peru).
O nome pelo qual o estádio é conhecido é "Gigante de Arroyito", em referência ao bairro em que está localizado.
É o maior estádio da província de Santa Fé e um dos mais importantes da Argentina.

## História
O Rosário Central teve outros estádios desde a sua fundação. Entre 1903 e 1918, o clube jogou num estádio chamado Villa Sanguinetti, ou Estádio del Cruce, e entre 1919 e 1925 jogou mandou seus jogos no estádio do clube Bolsa de Comercio e, por vezes, no estádio do Gimnasia y Esgrima de Rosário.
No final de 1925, o clube obteve a concessão municipal do terreno onde encontra atualmente o seu estádio — no cruzamento da Avenida Génova com a Avenida Cordiviola — e ali começou a construir o seu novo estádio.
Foi inaugurado oficialmente em 14 de novembro de 1926.
No final de 1927, o município de Rosário concedeu-lhe os terrenos da Avenida Génova e Cordiviola (onde o clube já tinha construído o estádio desde 1926) por um período de 20 anos.
Em 1946, quando a concessão do terrenos em Génova e Cordiviola chegava ao fim, o clube adquiriu um terreno de 38 000 metros quadrados localizado nas ruas Iriondo e Pellegrini, para ali construir um novo estádio. Mas em 1951, o clube fez uma permuta com o município de Rosário, e entregou ao município os 38.000 m² que tinha comprado em troca dos 35.000 m² que já ocupava por concessão desde 1927 em Cordiviola e Génova, onde já tinha seu estádio. Desta forma, o Rosário Central conseguiu a posse definitiva do terreno no bairro Arroyito.
E através de várias reformas, chegou à capacidade de 47.000 pessoas.
A FIFA determinou como uma das sedes da Copa do Mundo de 1978, disputada na Argentina. Sendo o único estádio da Província de Santa Fé que abrigou uma Copa do Mundo.

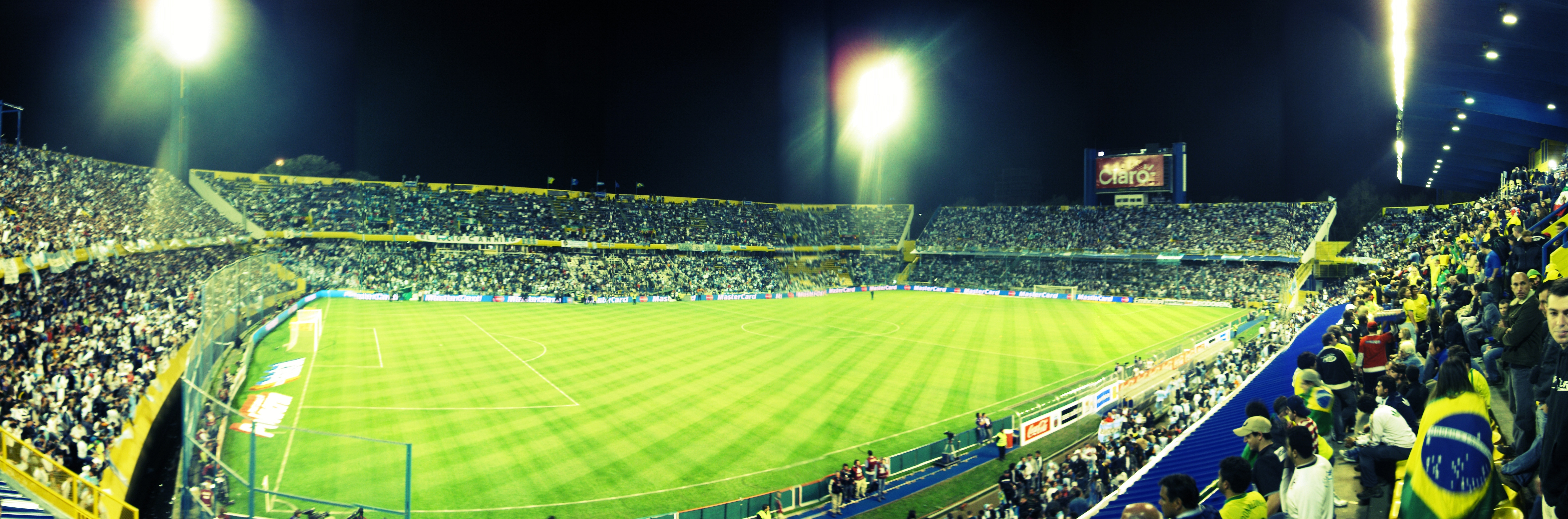
Vista de um confronto entre Argentina e Brasil

Além da Copa de 1978, também foi sede da Copa América de 1987.
Foi no Gigante de Arroyito que o São Paulo FC enfrentou o Newell's Old Boys na final da Libertadores de 1992, a primeira conquista do clube no torneio.
No dia 21 de outubro de 1998, o estádio recebeu a final da Copa Conmebol onde, num empate com o dono da casa por 0x0, o Santos FC se sagrou campeão. O jogo ficou conhecido como como “Batalha de Rosário”, pelo clima hostil formado com tiros, bala de borracha, polícia e estádio lotado.
Por pedido de Diego Armando Maradona, em 2009 (então técnico da Argentina) o jogo contra o Brasil, pelas Eliminatórias da Copa do Mundo de 2010, foi disputado no estádio.

## Torneios Importantes

### Copa do Mundo FIFA de 1978

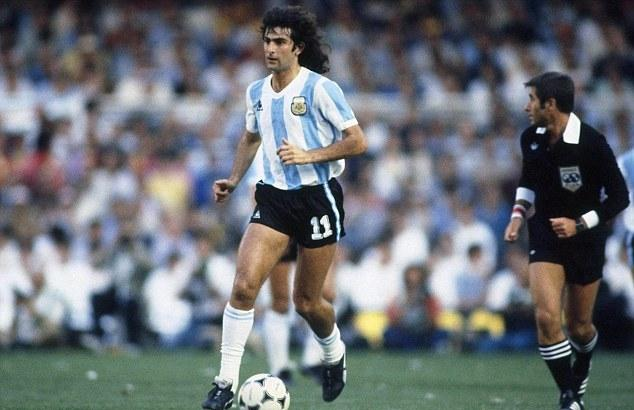
Kempes em 78

O estádio hospedou seis partidas da Copa do Mundo de 1978.
O Gigante de Arroyito recebeu, na primeira fase, as seleções da Tunisia, México e Polônia, para a disputa do "Grupo B" da Copa do Mundo de 1978. Foi no estádio que aconteceu a primeira vitória de uma seleção africana na história das copas, Tunísia 3 - 1 México.
Já na segunda fase o estádio tinha sido escolhido para a sede do Grupo 2 da semifinal do torneio. No Gigante de Arroyito, a Argentina ganhou de 2-0 sobre a Polônia (com dois gols do ex jogador do Rosário Central, Mario Kempes), empatou sem gols com a seleção Brasileira e goleou o Peru por 6 a 0, dando a classificação para a final da Copa.
| Data        | 1ª equipe | Placar | 2ª equipe | Fase    | Público |
| ----------- | --------- | ------ | --------- | ------- | ------- |
| 2 de junho  | Tunísia   | 3–1    | México    | Grupo 2 | 25 000  |
| 6 de junho  | Polónia   | 1–0    | Tunísia   | Grupo 2 | 15 000  |
| 6 de junho  | Polónia   | 3–1    | México    | Grupo 2 | 25 000  |
| 14 de junho | Argentina | 2–0    | Polónia   | Grupo B | 40 000  |
| 14 de junho | Argentina | 0–0    | Brasil    | Grupo B | 46 000  |
| 21 de junho | Argentina | 6–0    | Peru      | Grupo B | 40 000  |

### Copa América de 1987
Recebeu três partidas do grupo C da Copa América de 1987.
| Data        | 1ª equipe | Placar | 2ª equipe | Fase    | Público |
| ----------- | --------- | ------ | --------- | ------- | ------- |
| 28 de junho | Paraguai  | 0–0    | Bolívia   | Grupo C | 5 000   |
| 1 de julho  | Colômbia  | 2–0    | Bolívia   | Grupo C | 5 000   |
| 5 de julho  | Colômbia  | 3–0    | Paraguai  | Grupo C | 10 000  |